# Madhuca sessiliflora
Madhuca sessiliflora är en tvåhjärtbladig växtart som beskrevs av Pieter van Royen. Madhuca sessiliflora ingår i släktet Madhuca och familjen Sapotaceae. IUCN kategoriserar arten globalt som sårbar. Inga underarter finns listade i Catalogue of Life.